# Архиепархия Братиславы
Архиепархия Братиславы (лат. Archidioecesis Bratislaviensis) — архиепархия Римско-католической церкви c центром в городе Братислава, Словакия. В митрополию Братиславы входят архиепархия Трнавы, епархии Банска-Быстрицы, Жилины, Нитры. Кафедральным собором архиепархии Братиславы является собор святого Мартина.

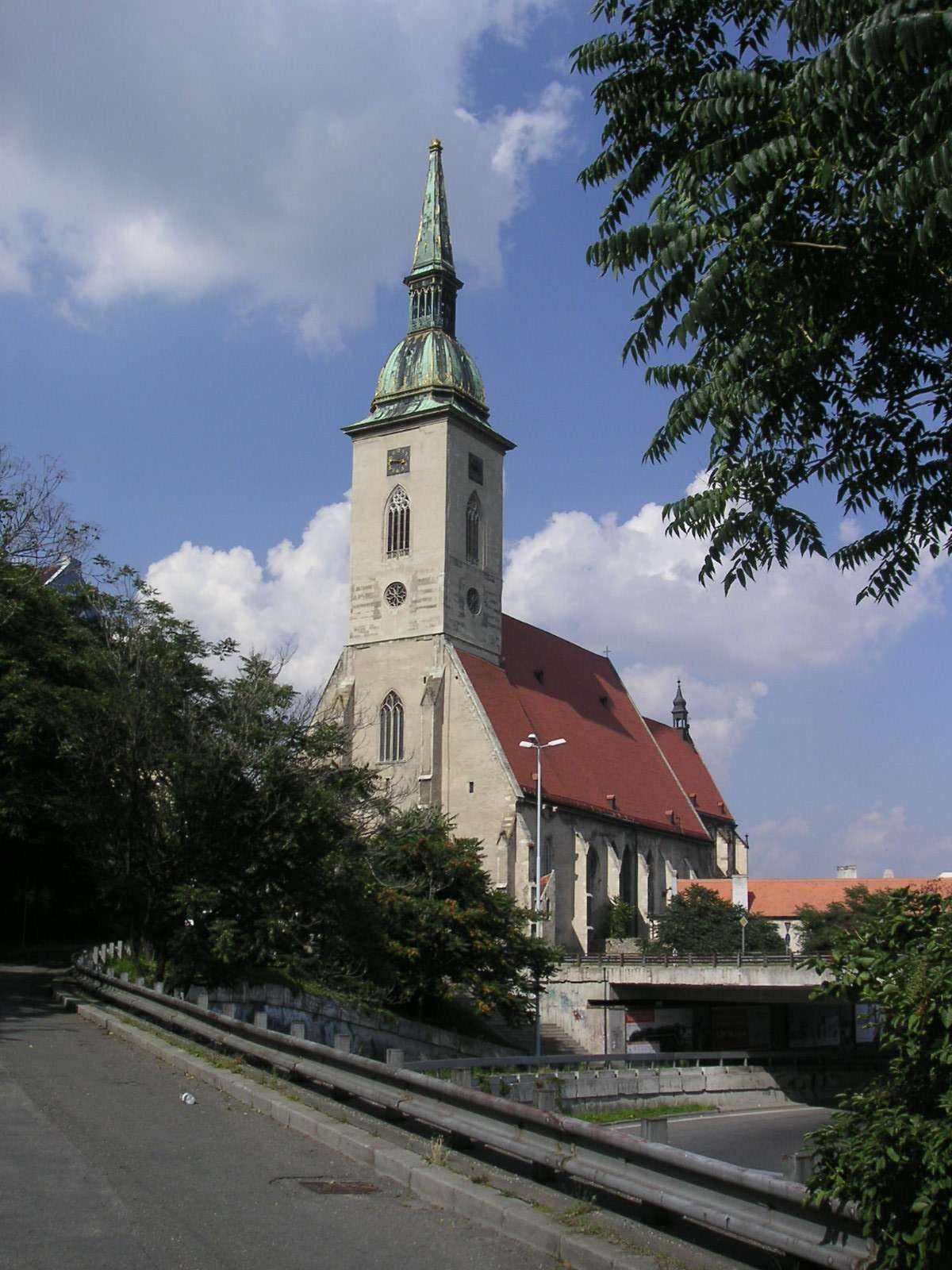
Собор святого Мартина

## История
14 февраля 2008 года Римский папа Бенедикт XVI издал буллу Slovachiae sacrorum, которой учредил архиепархию Братиславы, разделив бывшую архиепархию Братиславы-Трнавы на две части.

## Ординарии архиепархии
- архиепископ Станислав Зволенский (14.02.2008 — по настоящее время).

## Источник
- Annuario Pontificio, Libreria Editrice Vaticana, Città del Vaticano, 2009, ISBN 88-209-7422-3
- Булла Slovachiae sacrorum Архивная копия от 26 октября 2020 на Wayback Machine, AAS 100 (2008), стр. 125  (лат.)